# Lacrosse na letnich igrzyskach olimpijskich

Lacrosse obecne było w programie igrzysk olimpijskich pięć razy. Rywalizacja o medale odbyła się jednak tylko dwukrotnie: podczas Letnich Igrzysk Olimpijskich 1904 w Saint Louis i cztery lata później w Londynie, natomiast trzykrotnie (1928, 1932 i 1948) była rozgrywana jako dyscyplina pokazowa.

## Kalendarium
| Rok  | Miejscowość | Kraj              | Zawody                                           |
| ---- | ----------- | ----------------- | ------------------------------------------------ |
| 1904 | Saint Louis | Stany Zjednoczone | Lacrosse na Letnich Igrzyskach Olimpijskich 1904 |
| 1908 | Londyn      | Wielka Brytania   | Lacrosse na Letnich Igrzyskach Olimpijskich 1908 |

## Zawody
• = oficjalne zawody, D = pokazowe zawody
| Konkurencja      | 96 | 00 | 04 | 08 | 12 | 20 | 24 | 28 | 32 | 36 | 48 | 52 | 56 | 60 | 64 | 68 | 72 | 76 | 80 | 84 | 88 | 92 | 96 | 00 | 04 | 08 | 12 | Razem |
| ---------------- | -- | -- | -- | -- | -- | -- | -- | -- | -- | -- | -- | -- | -- | -- | -- | -- | -- | -- | -- | -- | -- | -- | -- | -- | -- | -- | -- | ----- |
| Turniej mężczyzn |    |    | •  | •  |    |    |    | D  | D  |    | D  |    |    |    |    |    |    |    |    |    |    |    |    |    |    |    |    | 2     |
|                  |    |    |    |    |    |    |    |    |    |    |    |    |    |    |    |    |    |    |    |    |    |    |    |    |    |    |    |       |
| Ogólnie          | -  | -  | 1  | 1  | -  | -  | -  | D  | D  | -  | D  | -  | -  | -  | -  | -  | -  | -  | -  | -  | -  | -  | -  | -  | -  | -  | -  | 2     |

## Klasyfikacja medalowa
| Miejsce | Państwo           |   |   |   | Razem |
| ------- | ----------------- | - | - | - | ----- |
| 1.      | Kanada            | 2 | 0 | 1 | 3     |
| 2.      | Wielka Brytania   | 0 | 1 | 0 | 1     |
| 2.      | Stany Zjednoczone | 0 | 1 | 0 | 1     |